# أربايا
أربايا، (بالإنجليزية: Arpaia)، هي بلدة وأسقفية سابقة، و(بلدية) في مقاطعة بينيفينتو، في جنوب كامبانيا الإيطالية، وتقع على بعد حوالي 35 كم شمال شرق نابولي، وحوالي 25 كم جنوب غرب بينيفينتو.

## السكان
تطور النمو السكاني لـ أربايا